# Acroporium aciphyllum
Acroporium aciphyllum är en bladmossart som beskrevs av Hugh Neville Dixon 1924. Acroporium aciphyllum ingår i släktet Acroporium och familjen Sematophyllaceae. Inga underarter finns listade i Catalogue of Life.